# Jonathan's Coffee-House

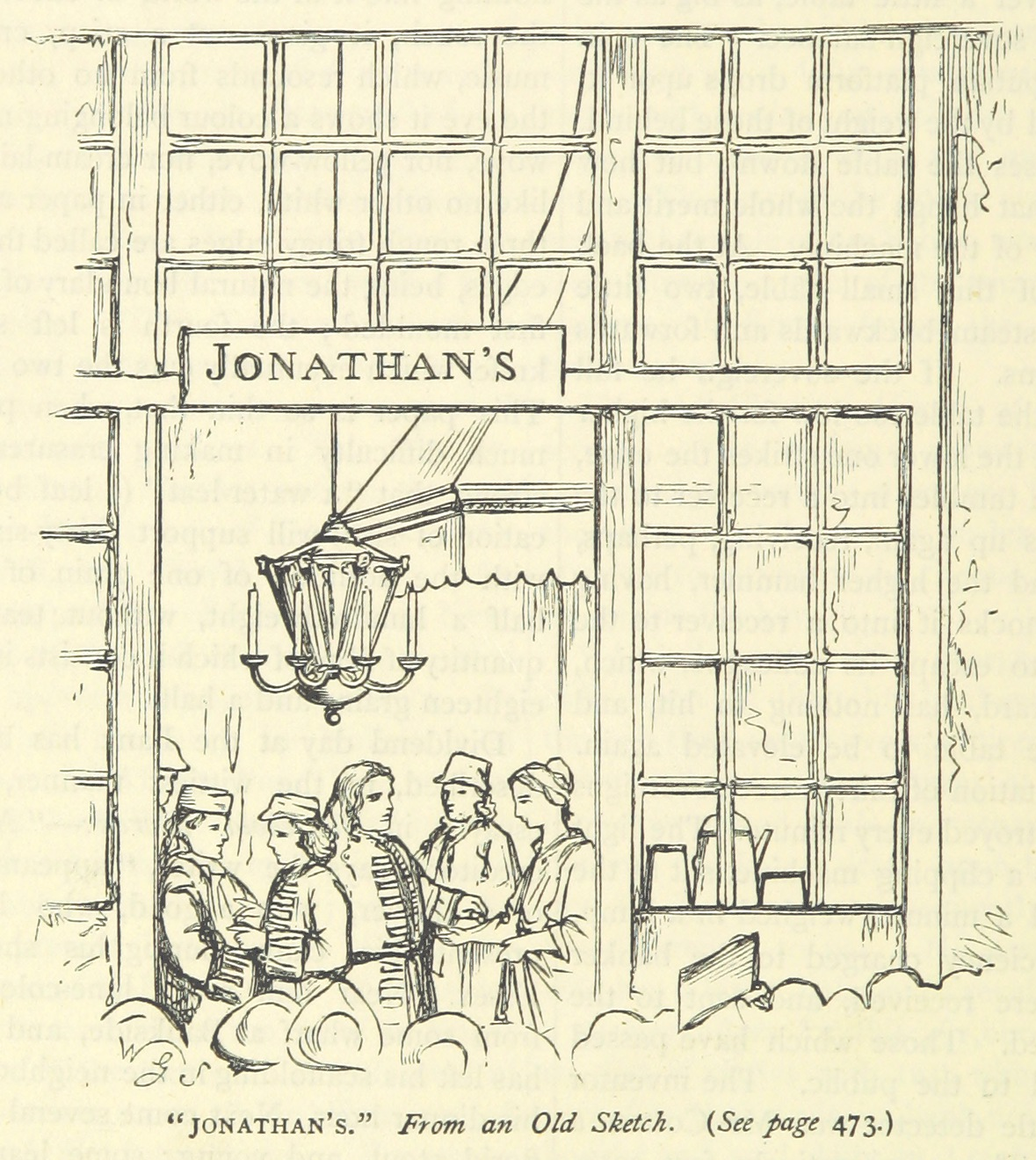
Gravure de 1870 établie sur la base d’un dessin ancien.

Jonathan's Coffee-House est la première véritable bourse des valeurs britanniques au sens où s'y échangeaient des actions de société, constituant leurs capitaux propres et non des emprunts ou des contrats de marchandises.
Cette bourse, censée se tenir au Royal Exchange fonctionne en fait dans des cafés, qui sont à la mode à Londres à la fin du XVIIe siècle, au moment de la Révolution financière britannique. Le commerce des actions se concentre autour de City's Change Alley, dans deux cafés : Garraway's et Jonathan's Coffee-House. 

## Historique
Ce café a été fondé par Jonathan Miles en 1680 et il est fréquenté par les hommes d'affaires mais aussi les écrivains, des scientifiques comme Isaac Newton ou les Huguenots qui arrivent de France et parfois ont une expérience de la Bourse par leur passage en Hollande. En 1690, les actions d'une centaine de compagnies sont échangées dans les cafés de Londres, où affluent les hollandais après la Glorieuse Révolution de 1688. L'entrée dans le café, confortable, coûte un penny et donne droit à un café. Dès 1695, il existait déjà 140 sociétés par actions.
En 1697, John Castaing, qui travaille dans les bureaux du Jonathan's Coffee-House, publie une liste de cours des actions intitulée "Le cours des échanges et autres choses". 
Le Jonathan's Coffee-House sera le témoin des grandes spéculations de 1720 sur la Compagnie des mers du Sud puis de la panique financière de 1745.  Détruit par le feu en 1748, il est reconstruit. En 1761, un club de 150 courtiers et jobbers (arbitragistes) est formé.
Il sera renommé "London Stock Exchange" en 1773, après un déménagement à Sweeting's Alley. En mars 1801, quelques courtiers londoniens choisissent s’installer leur activité dans un nouveau bâtiment à Capel Court. La bourse de commerce reste très active dans les locaux du Royal Exchange, où les cours de 300 produits et marchandises sont régulièrement publiés.
Parmi les noms de sociétés apparues à ce moment-là : The Glass Bottle Company, The Swordblade Company, The Blythe Coal Company, The Lutestringg Company, The Insurance Company, The Pearl Fisheries Company, The Diving Company et The Tapestry Company, The Tanning Company, The Greenland Fishing Company.